# Новые Низковицы
Но́вые Ни́зковицы (фин. Uusi Niskovitsa) — деревня в Гатчинском муниципальном округе Ленинградской области.

## История
С 1917 по 1922 год деревня Новые Низковицы входила в состав Низковицкого сельсовета Витинской волости Петергофского уезда.
С 1922 года в составе Жабинского сельсовета Кипенно-Ропшинской волости.
С 1926 года в составе Низковицкого сельсовета Ропшинской волости Гатчинского уезда. Согласно данным переписи населения СССР 1926 года, это была не деревня, а хутора Новые Низковицы Низковицкого сельсовета Ропшинской волости Троцкого уезда, население которых составляло 194 человека, большинство эстонцы, а также финны и русские.
С 1927 года в составе Ораниенбаумского района.
С 1928 года в составе Жабинского сельсовета. В 1928 году население деревни Новые Низковицы составляло 599 человек.

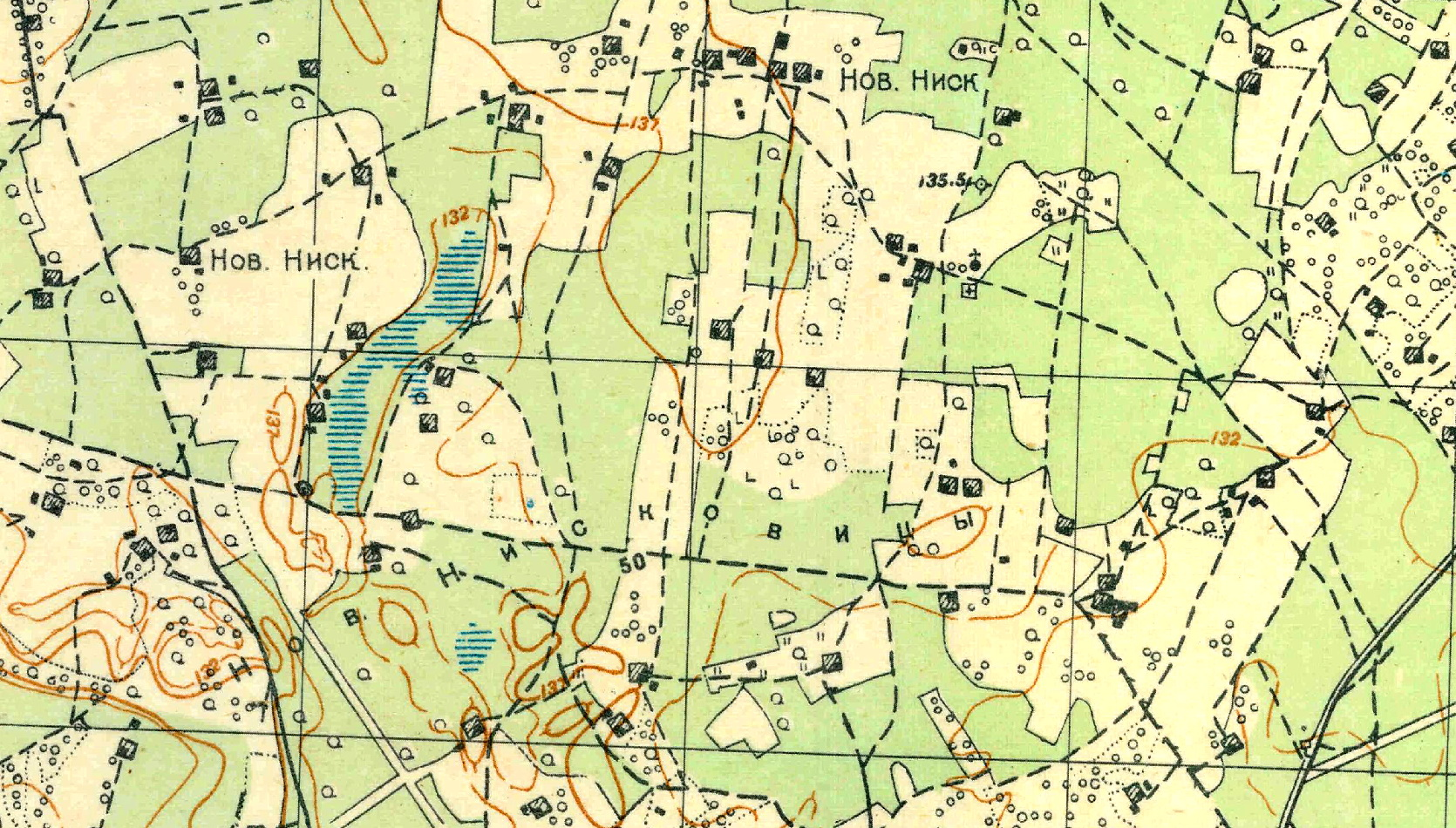
План деревни Новые Низковицы. 1931 год

С 1931 года в составе Красногвардейского района. Согласно топографической карте 1931 года деревня называлась Новые Нисковицы и насчитывала 50 дворов, в деревня была часовня.
По данным 1933 года деревня называлась Новые Нисковицы и входила в состав Жабинского сельсовета Красногвардейского района.
С 1940 года вновь в составе Низковицкого сельсовета.
C 1 августа 1941 года по 31 декабря 1943 года деревня находилась в оккупации.
С 1944 года в составе Гатчинского района.
С 1954 года в составе Большеондровского сельсовета.
В 1965 году население деревни Новые Низковицы составляло 449 человек.
По данным 1966 и 1973 годов деревня Новые Низковицы также находилась в составе Большеондровского сельсовета
По данным 1990 года деревня Новые Низковицы входила в состав Сяськелевского сельсовета Гатчинского района.

## География
Деревня расположена в северо-западной части района к западу от автодороги 41К-023 (Старые Низковицы — Кипень).
Расстояние до административного центра поселения, деревни Сяськелево — 19 км.
Расстояние до ближайшей железнодорожной станции Войсковицы — 18 км.

## Демография
| 1928 | 1965 | 1997 | 2002 | 2006 | 2007 | 2010 |
| ---- | ---- | ---- | ---- | ---- | ---- | ---- |
| 599  | ↘449 | ↘8   | ↗27  | ↘10  | ↘9   | ↗26  |
| 2012 | 2013 | 2017 |      |      |      |      |
| ↘8   | ↗9   | ↘8   |      |      |      |      |

В 1997 году в деревне проживали 8 человек. 
В 2007 году в деревне находилось 6 домохозяйств, где проживало 9 человек, в 2010 году — 26 .

### Национальный состав
В 2002 году в деревне проживали 27 человек (русские — 85%).
Согласно данным Всероссийской переписи населения 2021 года в деревне проживали 137 человек, из них:
 русские — 130, финны — 2, черкесы — 2, остальные национальность не указали.